# Taça da Liga 2010/11
De Taça da Liga 2010-11 was de vierde editie van de Taça da Liga in Portugal. Het toernooi begon op 8 augustus 2010 en eindigde op 23 april 2011 met de finale. Benfica prolongeerde zijn titel

## Deelnemende clubs
Clubs die beginnen in de 1e rondeGil Vicente FC, GD Estoril-Praia, CD Aves, Varzim SC, CD Santa Clara, SC Freamunde, CD Feirense, União Oliveirense, Sporting Covilhã, CD Trofense, CD Fátima, FC Penafiel, FC Arouca, Moreirense FC, CF Belenenses, Leixões SC
Clubs die starten in de 2e rondeAcadémica Coimbra, Paços Ferreira, Rio Ave, União Leiria, SC Olhanense, Vitória Setúbal, SC Beira-Mar, Portimonense SC
Clubs die starten in de 3e rondeFC Porto, Sporting Lissabon, Benfica, CD Nacional Madeira, SC Braga, Naval 1º de Maio, Vitória Guimarães, Marítimo Funchal

## Eerste ronde
De nummers 1 en 2 van beide groepen plaatsen zich voor de tweede ronde.

### Groep A
| Team           | Gsp | W | G | V | DV | DT | DS | Pnt |
| -------------- | --- | - | - | - | -- | -- | -- | --- |
| CD Fátima      | 3   | 1 | 2 | 0 | 5  | 4  | +1 | 5   |
| Gil Vicente FC | 3   | 1 | 1 | 1 | 5  | 5  | 0  | 4   |
| Moreirense FC  | 3   | 0 | 3 | 0 | 4  | 4  | 0  | 3   |
| CD Feirense    | 3   | 0 | 2 | 1 | 4  | 5  | –1 | 2   |

|                | [[CD Feirense\|FEI]] | FAT | GIV | MOR |
| -------------- | -------------------- | --- | --- | --- |
| CD Feirense    | –                    | –   | –   | 0–0 |
| CD Fátima      | 3–3                  | –   | 1–0 | –   |
| Gil Vicente FC | 2–1                  | –   | –   | 3–3 |
| Moreirense FC  | –                    | 1–1 | –   | –   |

### Groep B
| Team       | Gsp | W | G | V | DV | DT | DS | Pnt |
| ---------- | --- | - | - | - | -- | -- | -- | --- |
| Penafiel   | 3   | 2 | 0 | 1 | 4  | 2  | +2 | 6   |
| Arouca     | 3   | 1 | 2 | 0 | 3  | 2  | +1 | 5   |
| Freamunde  | 3   | 1 | 1 | 1 | 6  | 3  | +3 | 4   |
| Belenenses | 3   | 0 | 1 | 2 | 3  | 9  | –6 | 1   |

|            | BEL | PEN | FRE | ARO |
| ---------- | --- | --- | --- | --- |
| Belenenses | –   | –   | –   | 1–1 |
| Penafiel   | 3–1 | –   | 1–0 | –   |
| Freamunde  | 5–1 | –   | –   | 1–1 |
| Arouca     | –   | 1–0 | –   | –   |

### Groep C
| Team              | Gsp | W | G | V | DV | DT | DS | Pnt |
| ----------------- | --- | - | - | - | -- | -- | -- | --- |
| União Oliveirense | 3   | 2 | 0 | 1 | 3  | 2  | +1 | 6   |
| Estoril-Praia     | 3   | 1 | 2 | 0 | 3  | 2  | +1 | 5   |
| Varzim            | 3   | 0 | 2 | 1 | 1  | 2  | –1 | 2   |
| Santa Clara       | 3   | 0 | 2 | 1 | 2  | 3  | –1 | 2   |

|                   | SCL | VAR | ESP | OLI |
| ----------------- | --- | --- | --- | --- |
| Santa Clara       | –   | 0–0 | –   | –   |
| Varzim            | –   | –   | –   | 0–1 |
| Estoril-Praia     | 1–1 | 1–1 | –   | –   |
| União Oliveirense | 2–1 | –   | 0–1 | –   |

### Groep D
| Team                | Gsp | W | G | V | DV | DT | DS | Pnt |
| ------------------- | --- | - | - | - | -- | -- | -- | --- |
| Leixões             | 3   | 2 | 1 | 0 | 3  | 0  | +3 | 7   |
| Desportivo das Aves | 3   | 1 | 1 | 1 | 4  | 3  | +1 | 4   |
| Sporting Covilhã    | 3   | 1 | 0 | 2 | 2  | 4  | –2 | 3   |
| Trofense            | 3   | 0 | 2 | 1 | 1  | 3  | –2 | 2   |

|                  | AVE | SCO | LEI | TRO |
| ---------------- | --- | --- | --- | --- |
| Desportivo Aves  | –   | 3–0 | 0–2 | –   |
| Sporting Covilhã | –   | –   | –   | 2–0 |
| Leixões          | –   | 1–0 | –   | –   |
| Trofense         | 1–1 | –   | 0–0 | –   |

## Tweede ronde
- heenduels: 10-28 oktober 2010
- returns: 10 november 2010

| Team 1            | Tot.        | Team 2             | 1e wedstr. | 2e wedstr. |
| ----------------- | ----------- | ------------------ | ---------- | ---------- |
| FC Penafiel       | 3-3 (4–1 p) | Vitória de Setúbal | 2–0        | 1–3        |
| GD Estoril-Praia  | 1-1(3–4 p)  | Rio Ave            | 0-0        | 1-1        |
| Gil Vicente       | 4-3         | União de Leiria    | 3-2        | 1-1        |
| Leixões           | 2-3         | Paços de Ferreira  | 1–1        | 1-2        |
| Desportivo Aves   | 4-3         | Portimonense       | 3-2        | 1-1        |
| Arouca            | 3-3 (5–3 p) | Académica Coimbra  | 2–2        | 1-1        |
| Fátima            | 2-5         | Beira-Mar          | 1–1        | 1-4        |
| União Oliveirense | 2-4         | Olhanense          | 1-0        | 1-4        |

## Derde Ronde
De groepswinnaars plaatsen zich voor de halve finales

### Groep A
| Team        | Pld | G | G | V | DV | DT | DS | Pnt |
| ----------- | --- | - | - | - | -- | -- | -- | --- |
| Nacional    | 3   | 3 | 0 | 0 | 8  | 3  | +4 | 9   |
| Porto       | 3   | 1 | 1 | 1 | 6  | 4  | +2 | 4   |
| Gil Vicente | 3   | 1 | 1 | 1 | 5  | 7  | –2 | 4   |
| Beira-Mar   | 3   | 0 | 0 | 3 | 2  | 7  | –5 | 0   |

|             | BEM | GIV | NAC | FCP |
| ----------- | --- | --- | --- | --- |
| Beira-Mar   | –   | –   | 1-2 | –   |
| Gil Vicente | 2–1 | –   | –   | 2-2 |
| Nacional    | –   | 4-1 | –   | –   |
| Porto       | 3-0 | –   | 1–2 | –   |

### Groep B
| Team            | Pld | G | G | V | DV | DT | DS | Pnt |
| --------------- | --- | - | - | - | -- | -- | -- | --- |
| Benfica         | 3   | 3 | 0 | 0 | 9  | 2  | +7 | 9   |
| Marítimo        | 3   | 2 | 0 | 1 | 3  | 3  | 0  | 6   |
| Desportivo Aves | 3   | 1 | 0 | 2 | 4  | 8  | –4 | 3   |
| Olhanense       | 3   | 0 | 0 | 3 | 4  | 7  | –3 | 0   |

|                 | DAV | SLB | MAR | OLH |
| --------------- | --- | --- | --- | --- |
| Desportivo Aves | –   | 0-4 | –   | 3–2 |
| Benfica         | –   | –   | 2–0 | 3-2 |
| Marítimo        | 2-1 | –   | –   | –   |
| Olhanense       | –   | –   | 1-0 | –   |

### Groep C
| Team                 | Pld | G | G | V | DV | DT | DS | Pnt |
| -------------------- | --- | - | - | - | -- | -- | -- | --- |
| Paços de Ferreira    | 3   | 3 | 0 | 0 | 8  | 5  | +3 | 9   |
| Braga                | 3   | 2 | 0 | 1 | 9  | 4  | +5 | 6   |
| Vitória de Guimarães | 3   | 1 | 0 | 2 | 3  | 5  | –2 | 3   |
| Arouca               | 3   | 0 | 0 | 3 | 2  | 8  | –6 | 0   |

|                      | ARO | BRA | PAÇ | GUI |
| -------------------- | --- | --- | --- | --- |
| Arouca               | –   | 0-4 | 2–3 | –   |
| Braga                | –   | –   | 2-3 | 3–1 |
| Paços de Ferreira    | –   | –   | –   | 2-` |
| Vitória de Guimarães | 1-0 | –   | –   | –   |

### Groep D
| Team          | Pld | G | G | V | DV | DT | DS | Pnt |
| ------------- | --- | - | - | - | -- | -- | -- | --- |
| Sporting      | 3   | 2 | 0 | 1 | 7  | 2  | +5 | 6   |
| Estoril-Praia | 3   | 1 | 1 | 1 | 4  | 4  | +0 | 4   |
| Naval         | 3   | 1 | 1 | 1 | 3  | 4  | –1 | 4   |
| Penafiel      | 3   | 1 | 0 | 2 | 1  | 5  | –4 | 3   |

|               | ESP | NAV | PEN | SCP |
| ------------- | --- | --- | --- | --- |
| Estoril-Praia | –   | –   | 0–1 | 4-0 |
| Naval         | 2-2 | –   | –   | –   |
| Penafiel      | –   | 0-1 | –   | –   |
| Sporting      | –   | 2–0 | 4-0 | –   |

## Halve finale
|                        |                          |         |             |                                                                           |
| 2 maart 2011 20:45 UTC | Benfica                  | 2 – 1   | Sporting CP | Estádio da Luz, Lissabon Toeschouwers: 49.652 Scheidsrechter: Jorge Sousa |
| 2 maart 2011 20:45 UTC | Cardozo 34' García 90+2' | Verslag | 20' Postiga | Estádio da Luz, Lissabon Toeschouwers: 49.652 Scheidsrechter: Jorge Sousa |

|                        |                                            |         |                                      |                                                                                   |
| 3 maart 2011 20:15 UTC | Nacional                                   | 3 – 4   | Paços de Ferreira                    | Estádio da Madeira, Funchal Toeschouwers: 1.248 Scheidsrechter: Artur Soares Dias |
| 3 maart 2011 20:15 UTC | Barcelos 35' Alberto 45' Gentil 85' (pen.) | Verslag | 25' Maykon 41', 56' Pizzi 50' Rondón | Estádio da Madeira, Funchal Toeschouwers: 1.248 Scheidsrechter: Artur Soares Dias |

## Finale
|                         |                   |         |                     |                                                                                       |
| 23 april 2011 21:00 uur | Paços de Ferreira | 1 – 2   | Benfica             | Estádio Cidade de Coimbra, Coimbra Toeschouwers: 26.222 Scheidsrechter: Pedro Proença |
| 23 april 2011 21:00 uur | Luisão 49' (e.d.) | Verslag | 17' Jara 43' García | Estádio Cidade de Coimbra, Coimbra Toeschouwers: 26.222 Scheidsrechter: Pedro Proença |